# Seznam zmagovalcev Odprtega prvenstva Francije - moške dvojice
Seznam zmagovalcev teniškega turnirja Odprto prvenstvo Francije med moškimi dvojicami.

## Zmagovalci po letih
| Leto      | Zmagovalca                              | Druga                                | Rezultat finala              |
| --------- | --------------------------------------- | ------------------------------------ | ---------------------------- |
| 1925      | Jean Borotra René Lacoste               | Henri Cochet Jacques Brugnon         | 7–5, 4–6, 6–3, 2–6, 6–3      |
| 1926      | Vincent Richards Howard Kinsey          | Henri Cochet Jacques Brugnon         | 6–4, 6–1, 4–6, 6–4           |
| 1927      | Henri Cochet Jacques Brugnon            | Jean Borotra René Lacoste            | 2–6, 6–2, 6–0, 1–6, 6–4      |
| 1928      | Jean Borotra Jacques Brugnon            | Henri Cochet Jean de Buzelet         | 6–4, 3–6, 6–2, 3–6, 6–4      |
| 1929      | René Lacoste Jean Borotra               | Henri Cochet Jacques Brugnon         | 6–3, 3–6, 6–3, 3–6, 8–6      |
| 1930      | Henri Cochet Jacques Brugnon            | Harry Hopman Jim Willard             | 6–3, 9–7, 6–3                |
| 1931      | George Lott John Van Ryn                | Vernon Kirby Norman Farquharson      | 6–4, 6–3, 6–4                |
| 1932      | Henri Cochet Jacques Brugnon            | Christian Boussus Marcel Bernard     | 6–4, 3–6, 7–5, 6–3           |
| 1933      | Pat Hughes Fred Perry                   | Vivian McGrath Adrian Quist          | 6–2, 6–4, 2–6, 7–5           |
| 1934      | Jean Borotra Jacques Brugnon            | Jack Crawford Vivian McGrath         | 11–9, 6–3, 2–6, 4–6, 9–7     |
| 1935      | Jack Crawford Adrian Quist              | Vivian McGrath Don Turnbull          | 6–1, 6–4, 6–2                |
| 1936      | Jean Borotra Marcel Bernard             | Pat Hughes Raymond Tuckey            | 6–2, 3–6, 9–7, 6–1           |
| 1937      | Gottfried von Cramm Henner Henkel       | Norman Farquharson Vernon Kirby      | 6–4, 7–5, 3–6, 6–1           |
| 1938      | Bernard Destremau Yvon Petra            | Don Budge Gene Mako                  | 3–6, 6–3, 9–7, 6–1           |
| 1939      | Don McNeill Charles Harris              | Jean Borotra Jacques Brugnon         | 4–6, 6–4, 6–0, 2–6, 10–8     |
| 1940 1945 | Druga svetovna vojna                    | Druga svetovna vojna                 | Druga svetovna vojna         |
| 1946      | Marcel Bernard Yvon Petra               | Enrique Morea Pancho Segura          | 7–5, 6–3, 0–6, 1–6, 10–8     |
| 1947      | Eustace Fannin Eric Sturgess            | Tom Brown Bill Sidwell               | 6–4, 4–6, 6–4, 6–3           |
| 1948      | Lennart Bergelin Jaroslav Drobný        | Harry Hopman Frank Sedgman           | 8–6, 6–1, 12–10              |
| 1949      | Pancho Gonzalez Frank Parker            | Eustace Fannin Eric Sturgess         | 6–3, 8–6, 5–7, 6–3           |
| 1950      | Bill Talbert Tony Trabert               | Jaroslav Drobný Eric Sturgess        | 6–2, 1–6, 10–8, 6–2          |
| 1951      | Ken McGregor Frank Sedgman              | Gardnar Mulloy Dick Savitt           | 6–2, 2–6, 9–7, 7–5           |
| 1952      | Ken McGregor Frank Sedgman              | Gardnar Mulloy Dick Savitt           | 6–3, 6–4, 6–4                |
| 1953      | Lew Hoad Ken Rosewall                   | Mervyn Rose Clive Wilderspin         | 6–2, 6–1, 6–1                |
| 1954      | Vic Seixas Tony Trabert                 | Lew Hoad Ken Rosewall                | 6–4, 6–2, 6–1                |
| 1955      | Vic Seixas Tony Trabert                 | Nicola Pietrangeli Orlando Sirola    | 6–1, 4–6, 6–2, 6–4           |
| 1956      | Don Candy Bob Perry                     | Ashley Cooper Lew Hoad               | 7–5, 6–3, 6–3                |
| 1957      | Mal Anderson Ashley Cooper              | Don Candy Mervyn Rose                | 6–3, 6–0, 6–3                |
| 1958      | Ashley Cooper Neale Fraser              | Robert Howe Abe Segal                | 3–6, 8–6, 6–3, 7–5           |
| 1959      | Nicola Pietrangeli Orlando Sirola       | Roy Emerson Neale Fraser             | 6–3, 6–2, 14–12              |
| 1960      | Roy Emerson Neale Fraser                | José Luis Arilla Andrés Gimeno       | 6–2, 8–10, 7–5, 6–4          |
| 1961      | Roy Emerson Rod Laver                   | Robert Howe Bob Mark                 | 3–6, 6–1, 6–1, 6–4           |
| 1962      | Roy Emerson Neale Fraser                | Wilhelm Bungert Christian Kuhnke     | 6–3, 6–4, 7–5                |
| 1963      | Roy Emerson Manuel Santana              | Gordon Forbes Abe Segal              | 6–2, 6–4, 6–4                |
| 1964      | Roy Emerson Ken Fletcher                | John Newcombe Tony Roche             | 7–5, 6–3, 3–6, 7–5           |
| 1965      | Roy Emerson Fred Stolle                 | Ken Fletche Bob Hewitt               | 6–8, 6–3, 8–6, 6–2           |
| 1966      | Clark Graebner Dennis Ralston           | Ilie Năstase Ion Ţiriac              | 6–3, 6–3, 6–0                |
| 1967      | John Newcombe Tony Roche                | Roy Emerson Ken Fletcher             | 6–3, 9–7, 12–10              |
| 1968      | Ken Rosewall Fred Stolle                | Roy Emerson Rod Laver                | 6–3, 6–4, 6–3                |
| 1969      | John Newcombe Tony Roche                | Roy Emerson Rod Laver                | 4–6, 6–1, 3–6, 6–4, 6–4      |
| 1970      | Ilie Năstase Ion Ţiriac                 | Arthur Ashe Charlie Pasarell         | 6–2, 6–4, 6–3                |
| 1971      | Arthur Ashe Marty Riessen               | Tom Gorman Stan Smith                | 6–8, 4–6, 6–3, 6–4, 11–9     |
| 1972      | Bob Hewitt Frew McMillan                | Patricio Cornejo Jaime Fillol        | 6–3, 8–6, 3–6, 6–1           |
| 1973      | John Newcombe Tom Okker                 | Jimmy Connors Ilie Năstase           | 6–1, 3–6, 6–3, 5–7, 6–4      |
| 1974      | Dick Crealy Onny Parun                  | Bob Lutz Stan Smith                  | 6–3, 6–2, 3–6, 5–7, 6–1      |
| 1975      | Brian Gottfried Raúl Ramírez            | John Alexander Phil Dent             | 6–2, 2–6, 6–2, 6–4           |
| 1976      | Fred McNair Sherwood Stewart            | Brian Gottfried Raúl Ramírez         | 7–6(6), 6–3, 6–1             |
| 1977      | Brian Gottfried Raúl Ramírez            | Wojtek Fibak Jan Kodeš               | 7–6, 4–6, 6–3, 6–4           |
| 1978      | Gene Mayer Hank Pfister                 | José Higueras Manuel Orantes         | 6–3, 6–2, 6–2                |
| 1979      | Gene Mayer Sandy Mayer                  | Ross Case Phil Dent                  | 6–4, 6–4, 6–4                |
| 1980      | Victor Amaya Hank Pfister               | Brian Gottfried Raúl Ramírez         | 1–6, 6–4, 6–4, 6–3           |
| 1981      | Heinz Günthardt Balázs Taróczy          | Terry Moor Eliot Teltscher           | 6–2, 7–6, 6–3                |
| 1982      | Sherwood Stewart Ferdi Taygan           | Hans Gildemeister Belus Prajoux      | 7–5, 6–3, 1–1, retired       |
| 1983      | Anders Järryd Hans Simonsson            | Mark Edmondson Sherwood Stewart      | 7–6(4), 6–4, 6–2             |
| 1984      | Henri Leconte Yannick Noah              | Pavel Složil Tomáš Šmíd              | 6–4, 2–6, 3–6, 6–3, 6–2      |
| 1985      | Mark Edmondson Kim Warwick              | Schlomo Glickstein Hans Simonsson    | 6–3, 6–4, 6–7, 6–3           |
| 1986      | John Fitzgerald Tomáš Šmíd              | Stefan Edberg Anders Järryd          | 6–3, 4–6, 6–3, 6–7(4), 14–12 |
| 1987      | Anders Järryd Robert Seguso             | Guy Forget Yannick Noah              | 6–7, 6–7, 6–3, 6–4, 6–2      |
| 1988      | Andrés Gómez Emilio Sánchez             | John Fitzgerald Anders Järryd        | 6–3, 6–7(8), 6–4, 6–3        |
| 1989      | Jim Grabb Patrick McEnroe               | Mansour Bahrami Eric Winogradsky     | 6–4, 2–6, 6–4, 7–6(5)        |
| 1990      | Sergio Casal Emilio Sánchez             | Goran Ivanišević Petr Korda          | 7–5, 6–3                     |
| 1991      | John Fitzgerald Anders Järryd           | Rick Leach Jim Pugh                  | 6–0, 7–6(2)                  |
| 1992      | Jakob Hlasek Marc Rosset                | David Adams Andrej Olhovski          | 7–6(4), 6–7(3), 7–5          |
| 1993      | Luke Jensen Murphy Jensen               | Marc-Kevin Goellner David Prinosil   | 6–4, 6–7(4), 6–4             |
| 1994      | Byron Black Jonathan Stark              | Jan Apell Jonas Björkman             | 6–4, 7–6(5)                  |
| 1995      | Jacco Eltingh Paul Haarhuis             | Nicklas Kulti Magnus Larsson         | 6–7(3), 6–4, 6–1             |
| 1996      | Jevgenij Kafelnikov Daniel Vacek        | Guy Forget Jakob Hlasek              | 6–2, 6–3                     |
| 1997      | Jevgenij Kafelnikov Daniel Vacek        | Todd Woodbridge Mark Woodforde       | 7–6(12), 4–6, 6–3            |
| 1998      | Jacco Eltingh Paul Haarhuis             | Mark Knowles Daniel Nestor           | 6–3, 3–6, 6–3                |
| 1999      | Mahesh Bhupathi Leander Paes            | Goran Ivanišević Jeff Tarango        | 6–2, 7–5                     |
| 2000      | Todd Woodbridge Mark Woodforde          | Paul Haarhuis Sandon Stolle          | 7–6, 6–4                     |
| 2001      | Mahesh Bhupathi Leander Paes            | Petr Pála Pavel Vízner               | 7–6, 6–3                     |
| 2002      | Paul Haarhuis Jevgenij Kafelnikov       | Mark Knowles Daniel Nestor           | 7–5, 6–4                     |
| 2003      | Bob Bryan Mike Bryan                    | Paul Haarhuis Jevgenij Kafelnikov    | 7–6(3), 6–3                  |
| 2004      | Xavier Malisse Olivier Rochus           | Michaël Llodra Fabrice Santoro       | 7–5, 7–5                     |
| 2005      | Jonas Björkman Maks Mirni               | Bob Bryan Mike Bryan                 | 2–6, 6–1, 6–4                |
| 2006      | Jonas Björkman Maks Mirni               | Bob Bryan Mike Bryan                 | 6–7(5), 6–4, 7–5             |
| 2007      | Mark Knowles Daniel Nestor              | Lukáš Dlouhý Pavel Vízner            | 2–6, 6–3, 6–4                |
| 2008      | Pablo Cuevas Luis Horna                 | Daniel Nestor Nenad Zimonjić         | 6–2, 6–3                     |
| 2009      | Lukáš Dlouhý Leander Paes               | Wesley Moodie Dick Norman            | 3–6, 6–3, 6–2                |
| 2010      | Daniel Nestor Nenad Zimonjić            | Lukáš Dlouhý Leander Paes            | 7–5, 6–2                     |
| 2011      | Maks Mirni Daniel Nestor                | Juan Sebastián Cabal Eduardo Schwank | 7–6(7–3), 3–6, 6–4           |
| 2012      | Maks Mirni Daniel Nestor                | Bob Bryan Mike Bryan                 | 6–4, 6–4                     |
| 2013      | Bob Bryan Mike Bryan                    | Michaël Llodra Nicolas Mahut         | 6–4, 4–6, 7–6(7–4)           |
| 2014      | Julien Benneteau Édouard Roger-Vasselin | Marcel Granollers Marc López         | 6–3, 7–6(7–1)                |
| 2015      | Ivan Dodig Marcelo Melo                 | Bob Bryan Mike Bryan                 | 6–7(5–7), 7–6(7–5), 7–5      |
| 2016      | Feliciano López Marc López              | Bob Bryan Mike Bryan                 | 6–4, 6–7(6–8), 6–3           |
| 2017      | Ryan Harrison Michael Venus             | Santiago González Donald Young       | 7–6(7–5), 6–7(4–7), 6–3      |
| 2018      | Pierre-Hugues Herbert Nicolas Mahut     | Oliver Marach Mate Pavić             | 6–2, 7–6(7–4)                |
| 2019      | Kevin Krawietz Andreas Mies             | Jérémy Chardy Fabrice Martin         | 6–2, 7–6(7–3)                |
| 2020      | Kevin Krawietz Andreas Mies             | Mate Pavić Bruno Soares              | 6–3, 7–5                     |
| 2021      | Pierre-Hugues Herbert Nicolas Mahut     | Aleksander Bublik Andrej Golubjev    | 4–6, 7–6(7–1), 6–4           |
| 2022      | Marcelo Arévalo Jean-Julien Rojer       | Ivan Dodig Austin Krajicek           | 6–7(4–7), 7–6(7–5), 6–3      |
| 2023      | Ivan Dodig Austin Krajicek              | Sander Gillé Joran Vliegen           | 6–3, 6–1                     |
| 2024      | Marcelo Arévalo Mate Pavić              | Simone Bolelli Andrea Vavassori      | 7–5, 6–3                     |
| 2025      | Marcel Granollers Horacio Zeballos      | Joe Salisbury Neal Skupski           | 6–0, 6–7(5–7), 7–5           |